# Marchin
Marchin (wa. Mårcin) – miejscowość i gmina (commune) w Belgii, w Regionie Walońskim, w prowincji Liège, w okręgu Huy. 1 stycznia 2024 roku liczyła 5612 mieszkańców.

## Podział administracyjny
W skład gminy wchodzi jedna dzielnica (section):
- Vyle-et-Tharoul

## Współpraca
Miejscowości partnerskie:
- Jettingen, Niemcy
- Mel, Włochy
- Senones, Francja
- Vernio, Włochy
- Vico del Gargano, Włochy